# Pewsum

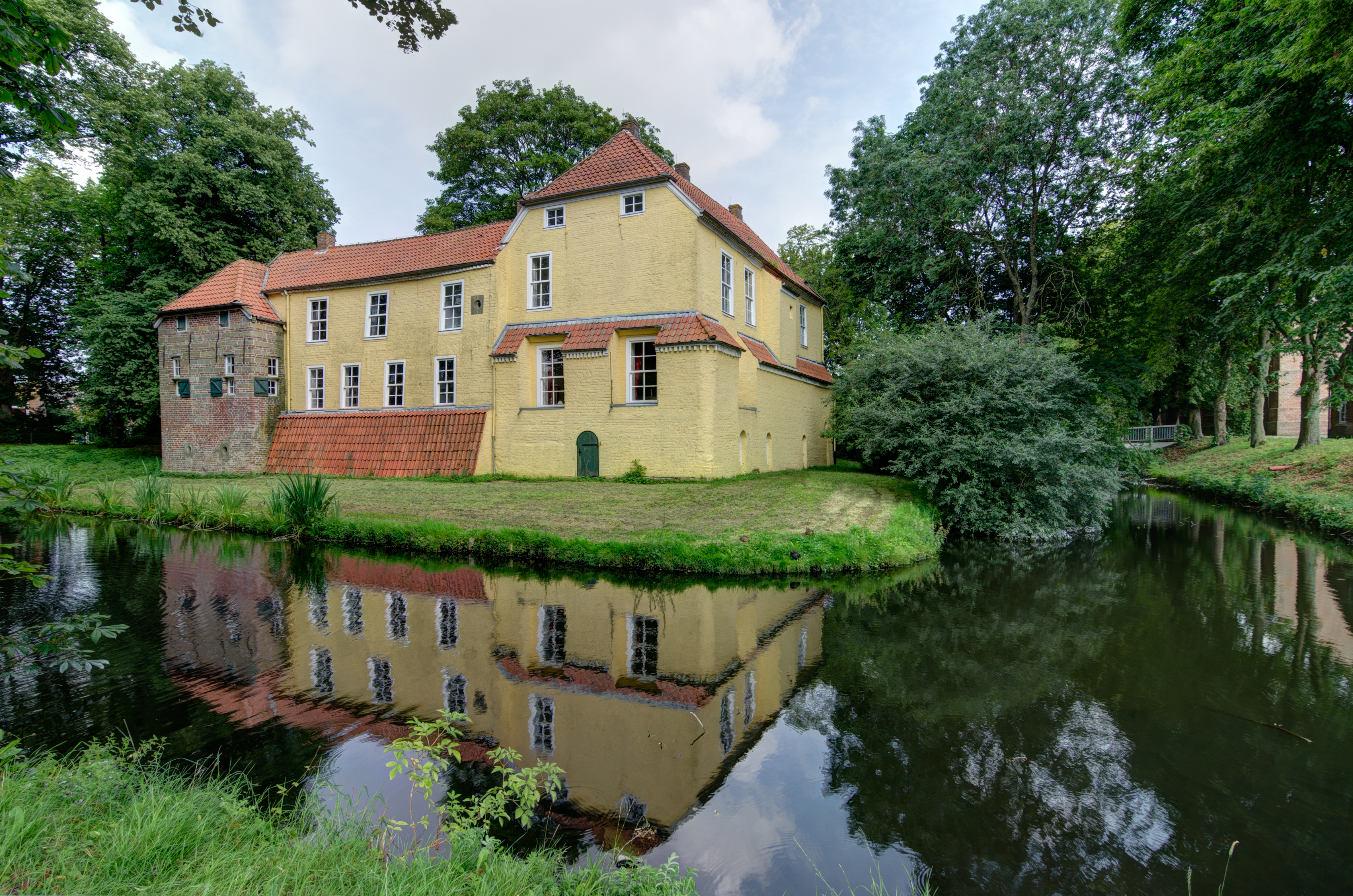
Pewsum: il castello Manninga

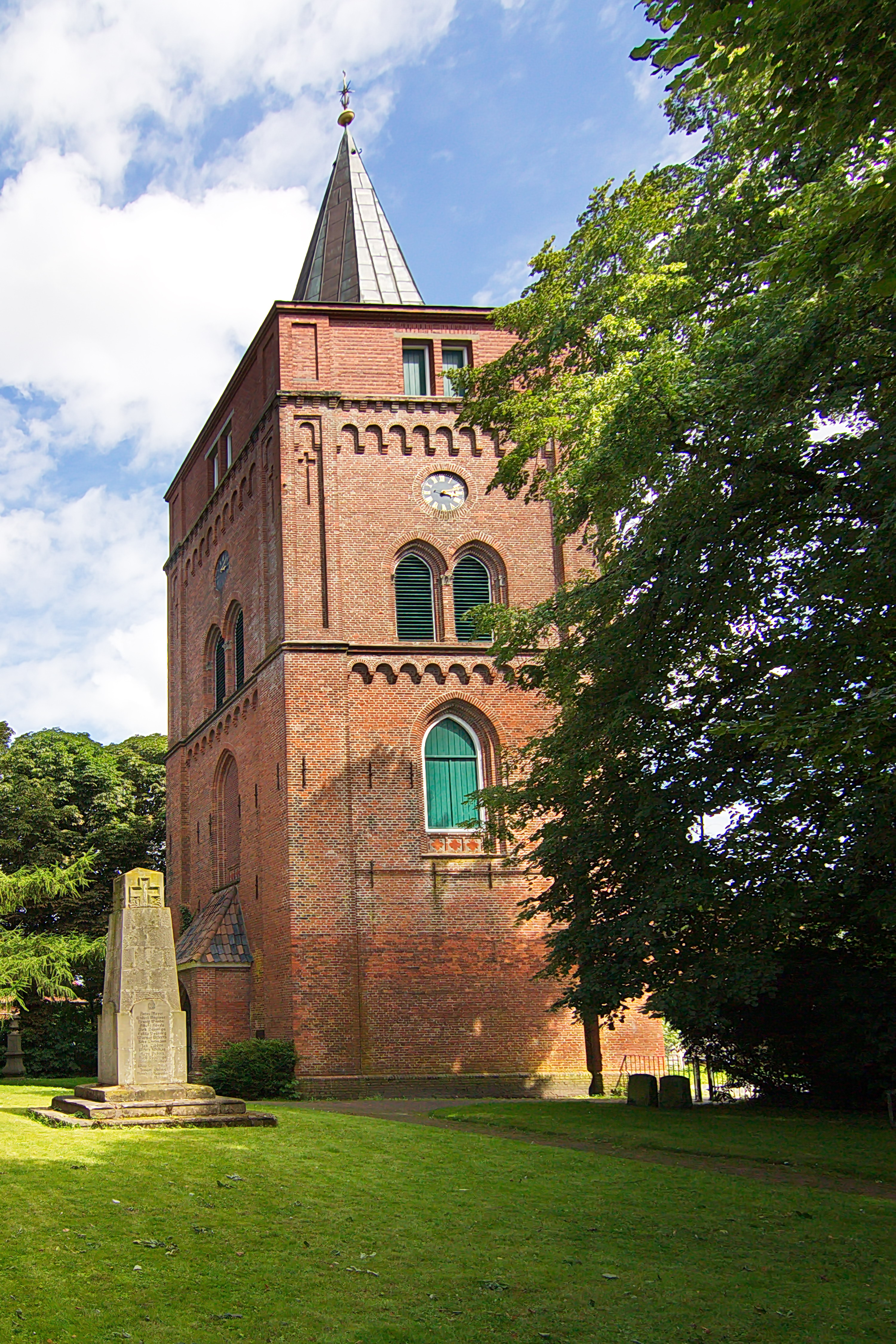
Pewsum: la chiesa di San Nicola

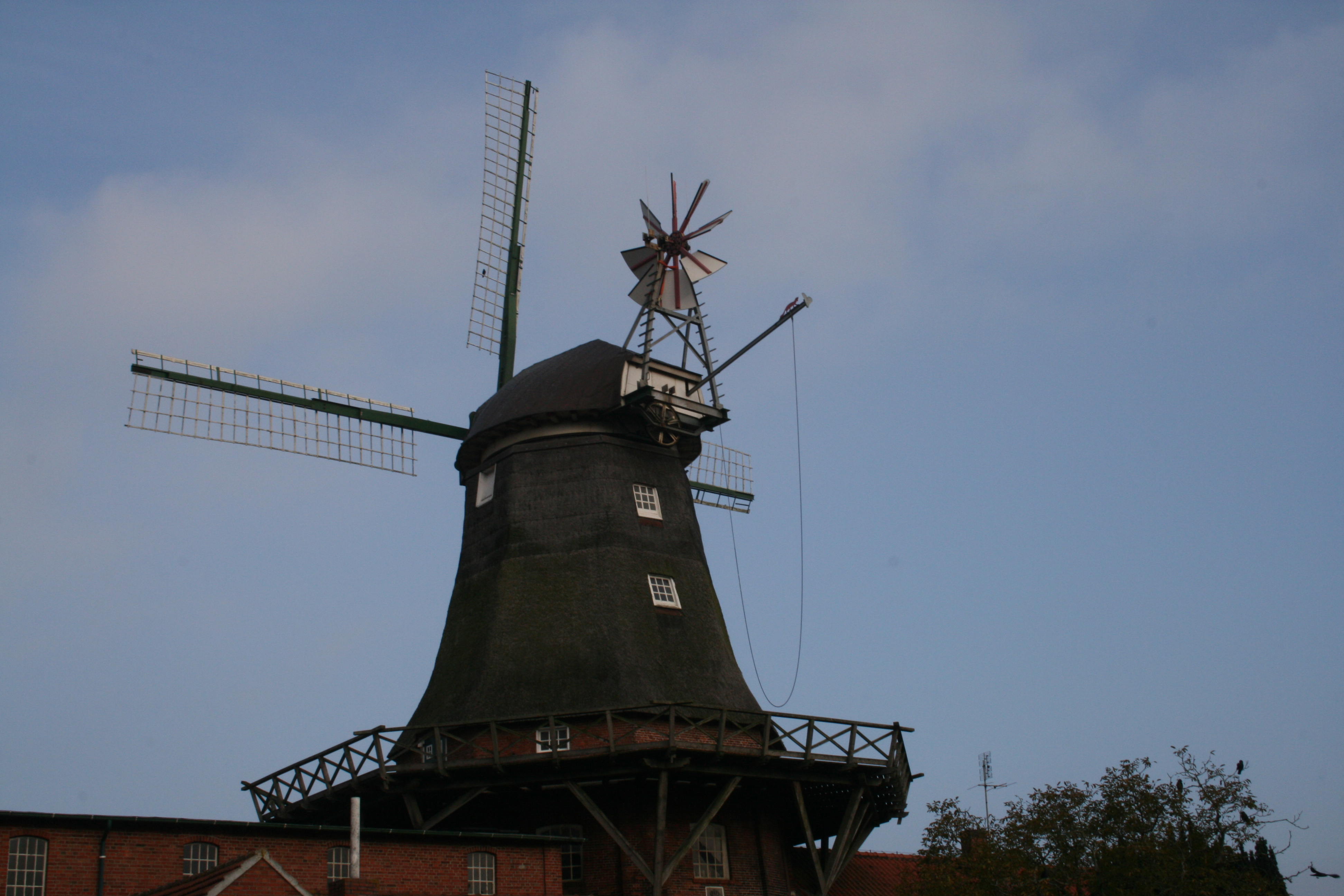
Il mulino a vento di Pewsum

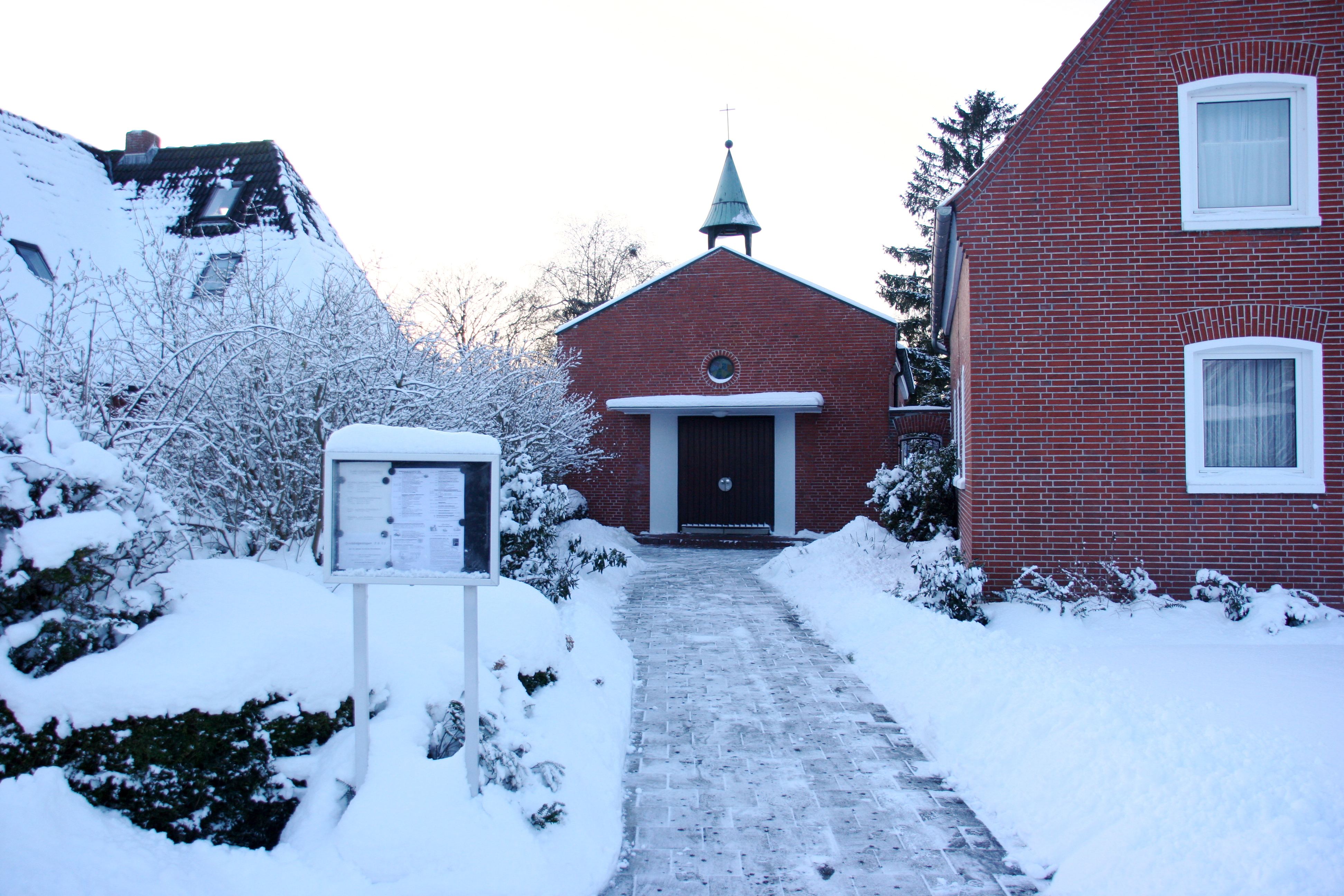
Pewsum: la chiesetta di Santa Edvige

Pewsum è una località di circa 3 200 abitanti della Germania nord-occidentale, facente parte del Land della Bassa Sassonia e situata nella regione della Frisia Orientale. Ex-comune indipendente, è il capoluogo e il centro abitato più popoloso del comune di Krummhörn.
Storicamente la località è legata alle potenti famiglie nobiliari dei Manninga e dei Cirksena.

## Geografia fisica
Pewsum si trova a pochi chilometri a est della costa che si affaccia lungo l'estuario sul Dollard (Mare del Nord) del fiume Ems, tra le località costiere di Greetsiel (che fa sempre parte del comune di Krummhörn) e di Emden (rispettivamente a sud della prima e a nord della seconda).
Pewsum confina a ovest con la piccola frazione di Woquart.

## Storia
La località venne menzionata per la prima volta nell'VIII-IX secolo come Peuesheim.
Nel 1404 venne menzionato un primo proprietario di Pewsum, Dedeke to Pewesum, che faceva parte di un gruppo di capi frisoni. In seguito, intorno al 1430, divenne capo di Pewsum Lütet II Manninga.
Manninga. la nobile famiglia Manninga scelse quindi Pewsum come propria sede e Poppo Manninga ricostruì il castello locale.
Nel 1590 a Pewsum due persone vennero condannate al rogo per stregoneria.
A partire dal 1899 venne realizzata la Kleinbahn Emden-Pewsum-Greetsiel, ferrovia che attraversava Pewsum e che collegava Greetsiel a Emden.
Nel corso della seconda guerra mondiale, venne realizzato a Pewsum un campo di prigionia nazista, che ospitava una trentina-quarantina di persone, dapprima francesi e poi serbi.
Nel 1972 Pewsum cessò di essere un comune indipendente, divenendo parte della municipalità di Krummhörn.

## Monumenti e luoghi d'interesse

### Architetture religiose

#### Chiesa di San Nicola
Il più antico edificio religioso è la chiesa di San Nicola, che presenta una campanile risalente al XIII secolo.

#### Chiesa di Santa Edvige
Risale invece al 1959 la chiesetta dedicata a Santa Edvige.

### Architetture militari

#### Castello Manninga
Altro edificio d'interesse di Pewsum è il castello Manninga (Manningaburg), un castello sull'acqua eretto nel 1458: fu residenza della famiglia Manninga e poi di proprietà della famiglia Cirksena.

### Architetture civili

#### Mulino a vento di Pewsum
Altro edificio d'interesse è il mulino a vento di Pewsum, costruito tra il 1842 e il 1843.

## Cultura

### Musei
- Burgmuseum Pewsum (nel castello Manninga)[10]
- Mühlenmuseum Pewsum (nel mulino a vento di Pewsum)[9][11]